# Col de Cabre (Cantal)
Pour les articles homonymes, voir Col de Cabre.
Le col de Cabre est un col pédestre situé à 1 526 mètres d'altitude dans les monts du Cantal, dans le département français du même nom, en Auvergne-Rhône-Alpes.

## Géographie
Il est situé entre le puy Bataillouse (1 677 m) au sud-est et le puy de Peyre-Arse (1 806 m) au nord-ouest, et permet de basculer de la vallée de la Santoire (commune de Lavigerie) à la vallée de la Jordanne (commune de Mandailles-Saint-Julien). Un hameau de Lavigerie en contrebas du col, au nord-est, porte son nom.

## Histoire
Le col était emprunté par la via Celtica, une voie romaine fréquentée jusqu'à la percée du tunnel routier du Lioran d'une longueur de 1 414 m, inauguré le 4 décembre 1843. 

## Activités

### Randonnée
Le col constitue un important site de randonnée sur le sentier de grande randonnée 4 reliant Royan à Grasse et sur le GR 400, dit Tour des Monts du Cantal.

### Parapente
Si l'absence de route proche n'encourage pas cette pratique, le col est cependant emprunté comme une étape possible par les parapentistes notamment lors du Cantal air tour.